# Shelly Miscavige
Michele „Shelly“ Diane Miscavige (geb. Barnett; * 18. Januar 1961) ist die Ehefrau des Anführers der Scientology-Kirche David Miscavige. Sie wurde zuletzt im August 2007 in der Öffentlichkeit gesehen.
Seit ihrem Verschwinden ist sie Gegenstand von Spekulationen und Anfragen zu ihrem Aufenthaltsort und ihrem Wohlergehen. Im Jahr 2012 gaben Anwälte, die behaupteten, sie zu vertreten, an, sie lebe lediglich ein privates Leben, das der Scientology-Organisation gewidmet sei. Im August 2013 reichte die Schauspielerin Leah Remini, eine ehemalige Scientologin und lautstarke Kritikerin der Organisation, beim Los Angeles Police Department (LAPD) eine Vermisstenanzeige bezüglich Miscavige ein. Innerhalb weniger Tage nach Erhalt des Berichts erklärte das LAPD, dass es Miscavige ausfindig gemacht habe, und erklärte weiter, dass sie nicht wirklich vermisst werde, der Fall wurde damit geschlossen. Eine weitere Mitteilung einer Anwältin, die die Scientology-Kirche vertritt, aus dem Jahr 2018 weist darauf hin, dass sie weiterhin ein engagiertes Mitglied der Sea Org ist und weiterhin ihr privates Leben führt.

## Karriere bei Scientology
Miscavige ist Mitglied der Sea Org, einer Organisation, die für das internationale Management der Scientology und ihrer angegliederten Einheiten verantwortlich ist. Ab ihrem 12. Lebensjahr war sie Mitglied der Commodore’s Messenger Organization (CMO), der internen Sea-Org-Gruppe, die in den 1970er Jahren für die persönliche Betreuung des Scientology-Gründers L. Ron Hubbard an Bord seines Flaggschiffs MV Apollo verantwortlich war. Sie wurde als „ruhig, zierlich und jünger als die meisten anderen Boten zu dieser Zeit und ein bisschen von den älteren Mädchen überschattet“ beschrieben. Jim Dincalci, einer ihrer Schiffskameraden, sagt, sie sei „ein süßes, unschuldiges Ding, das ins Chaos gestürzt wurde“. Im Dezember 1982 heiratete sie im Alter von 21 Jahren einen CMO-Kollegen, den 22-jährigen David Miscavige. Sie betrachtete ihn als die Reinkarnation von Simón Bolívar und sich selbst als seine Geliebte Manuela Sáenz.
Später schloss sie sich als die offizielle Assistentin der Gruppe ihres Mannes, des Vorstandsvorsitzenden des Religious Technology Center von Scientology, an. Laut dem Autor Lawrence Wright war sie eng in die Zusammenarbeit von Scientology mit ihrem prominentesten Mitglied, Tom Cruise, involviert. Als Cruise eine dreijährige Beziehung mit Penélope Cruz begann, überwachte Miscavige Cruz’ Auditing und half ihr durch das Purification-Rundown-Programm von Scientology.
Nach dem Ende der Cruise-Cruz-Beziehung soll Miscavige ein Scientology-Programm geleitet haben, um eine neue Partnerin für Tom Cruise zu finden. Etwa hundert junge Scientologen-Schauspielerinnen wurden interviewt, ohne dass ihnen mitgeteilt wurde, warum. Die Schauspielerin Nazanin Boniadi wurde Cruise vorgestellt und war einige Monate mit ihm zusammen, bevor er die Beziehung im Januar 2005 beendete. Die Suche wurde fortgesetzt und weitere Schauspielerinnen wurden zum Vorsprechen für eine Rolle in einem bevorstehenden Mission: Impossible-Film eingeladen. Sie endete schließlich damit, dass Katie Holmes Cruise traf und heiratete. Sein Anwalt bestreitet, dass irgendein leitender Angestellter von Scientology ihn mit Freundinnen zusammengebracht hat. Miscavige beaufsichtigte anschließend ein Projekt, bei dem neben Baufirmen Scientology-Mitglieder eingesetzt wurden, um Cruise’ Villa in Beverly Hills zu renovieren.

## Verschwinden aus der Öffentlichkeit
Im Jahr 2006 verließ Miscaviges Ehemann, der Scientology-Führer David Miscavige, die internationale Basis der Organisation. Nach seiner Rückkehr soll Shelly Miscavige sichtlich eingeschüchtert und „emotional verändert“ gewirkt haben. Mike Rinder, damals Chefsprecher von Scientology, sagte, sie habe ihn gefragt, ob ihr Mann noch seinen Ehering trage. Kurz darauf, im Juni 2006, trat sie nicht mehr öffentlich auf. Miscavige ist seit August 2007 nicht mehr öffentlich aufgetreten.
Miscavige wurde bei der Polizei von Los Angeles als vermisst gemeldet. Mindestens zwei solcher Berichte wurden eingereicht; einer wurde von Lawrence Wright gemeldet, ohne anzugeben, wer ihn eingereicht hat, während ein anderer im August 2013 von der Schauspielerin Leah Remini eingereicht wurde. Detective Gus Villanueva sagte als Reaktion auf die Vermisstenmeldung: „Das LAPD hat die Meldung als unbegründet eingestuft, was darauf hindeutet, dass Shelly nicht vermisst wird.“ Im August 2013 bestätigte die Polizei von Los Angeles, dass sie Miscavige ausfindig gemacht und mit ihr gesprochen habe, nachdem Remini eine Vermisstenmeldung abgegeben hatte. Remini, die früher Mitglied der Scientology-Kirche war, hinterfragte die Abwesenheit von Miscavige bei der Hochzeit von Tom Cruise und Katie Holmes. In ihrer für das A&E-Netzwerk produzierten Show Leah Remini: Scientology and the Aftermath im Dezember 2018 fragte sie außerdem nach Shelly Miscaviges Aufenthaltsort. Die Scientology-Kirche antwortete auf die Ankündigung der Episode in einem Brief: „Remini ist eine schäumende Anti-Scientologin. Mrs. Miscavige hat den Strafverfolgungsbehörden persönlich und wiederholt gesagt, dass Reminis Handlungen missbräuchlich sind. Remini ist aus den Fugen geraten und Remini und ihre Kohorten sollten strafrechtlich verfolgt werden, weil sie wissentlich eine falsche Vermisstenmeldung abgegeben hat.“
Die Scientology-Kirche kommentierte Nachfragen nach Miscaviges Aufenthaltsort nicht. Als Reaktion auf Presseberichte über Spekulationen über Miscaviges Aufenthaltsort wurden im Juli 2012 zwei britische Zeitungen von Anwälten kontaktiert, die behaupteten Miscavige zu vertreten und „dass sie nicht vermisst wird und ihre Zeit der Arbeit der Scientology-Kirche widmet“. Im Dezember 2018 teilte ein Anwalt der Scientology-Kirche The Daily Beast mit, dass Miscavige ein engagiertes Sea-Org-Mitglied sei, das „ein Privatleben führt“, und dass der Partner des Anwalts sie persönlich getroffen habe.
Einige ehemalige Mitglieder der Sea Org glauben, dass Miscavige gegen ihren Willen auf dem Gelände der Church of Spiritual Technology in der Nähe der Bergstadt Running Springs im San Bernardino County, Kalifornien, festgehalten wird.

## Familie und Persönliches
Miscaviges Mutter, Mary Florence „Flo“ Fike Barnett, war eine langjährige Scientologin. Flo trat aus Scientology aus und nahm Kopien von „vertraulichen Materialien der höheren Ebene“ mit. Flo trat später dem Advanced Ability Center von David Mayo bei, einer unabhängigen Scientology-Organisation. Am 8. September 1985 wurde sie im Alter von 52 Jahren tot aufgefunden, Todesursache war ein Kopfschuss durch ein Ruger-10/22-Gewehr. Die Leiche wies außerdem drei Schusswunden in der Brust (eine Oberflächenwunde, eine durch ein Brustimplantat und eine, die durch den linken Lungenflügel ging und eine Rippe brach) auf, außerdem wurden oberflächliche Schnittwunden an ihren Handgelenken gefunden, die im Autopsiebericht als „möglicherweise einige Tage alt“ identifiziert wurden. Trotz der zahlreichen Schusswunden und der Unhandlichkeit der Waffe wurde ihr Tod als Selbstmord gewertet. Laut einem ehemaligen Mitglied der Sea Org sagte David Miscavige über Flos Tod: „Diese Schlampe hat bekommen, was sie verdient hat.“
Miscaviges Vater, Maurice Elliott Barnett, starb 2007.

## Popkultur
Die Polizei-Sitcom Brooklyn Nine-Nine des Senders Fox bezieht sich in der fünften Staffel der Folge NutriBoom auf Miscaviges angebliches Verschwinden. Die Folge persifliert Scientology als Multi-Level-Marketing-Unternehmen, das Aminosäuren und Aminosäure-Reduktionsmittel herstellt, angeblich um die Gesundheit seiner Kunden zu verbessern. Debbie Stovelman, die Miscavige-Parodie von Brooklyn Nine-Nine, lebt und es geht ihr gut, nachdem sie ihr eigenes Verschwinden vorgetäuscht hat, damit sie Nutriboom leiten und den Folgen illegaler Aktivitäten entkommen kann.
Die NBCUniversal/Netflix-Sitcom Unbreakable Kimmy Schmidt bezog sich in der Folge Sliding Van Doors der vierten Staffel ebenfalls auf Miscaviges angebliches Verschwinden. Der Verweis erfolgt während eines Liedes, das von Titus und anderen Mitgliedern der Church of Cosmetology gesungen wurde, dessen Text Folgendes beinhaltet: „Heil Gretchen, der Gründer starb, durch natürliche Umstände, (durch natürliche Umstände), schaut alle her, es ist Gretchens Ehemann Shelly, Shelly Chaulker lebt! Shelly Chaulker lebt!“
Die Adult-Swim-Sketchserie The Eric Andre Show referenziert Miscaviges Verschwinden in der Episode Bone TV der fünften Staffel. Die Episode bezieht sich auf die angebliche Tötung Shelly Miscaviges auf Anweisung von Scientology.
John Olivers Last Week Tonight beinhaltet „Wo ist Shelly“ (auf Spanisch) in der Eröffnungsmontage einer kompletten Staffel. In der letzten Episode der fünften Staffel zeigte er einen Sketch, der seine jahrelange geheime „Werbekampagne“ für Scientology abschloss. Er verlangte, dass die Organisation ihm 650.000 bis 700.000 Dollar zahlt. In seinem Segment über Taiwan vom Oktober 2021 sowie über Hospizversorgung vom August 2024 scherzte er über Miscaviges Frau, bevor er fragte: „Wo ist Shelly?“